# Šmu'el Rechtman
Šmu'el Rechtman (hebrejsky: שמואל רכטמן, 1924 – 23. července 1988) byl izraelský politik a poslanec Knesetu za stranu Likud.

## Biografie
Narodil se v Rechovotu. Vystudoval střední a vysokou školu. Byl ředitelem zemědělské střední školy Kfar Silver.

## Politická dráha
Od roku 1949 byl členem strany Všeobecných sionistů. Byl jedním z předáků odborového svazu napojeného na tuto stranu. V odborové centrále Histadrut předsedal frakci strany Likud. V Liberální straně zasedal v jejím celostátním vedení. V letech 1965 až 1969 zasedal v samosprávě města Rechovot, kde pak v letech 1970 až 1979 působil jako starosta. V letech 1976–1979 byl ve vedení Likudu.
V izraelském parlamentu zasedl po volbách v roce 1977, do nichž šel za stranu Likud. Stal se členem výboru pro záležitosti vnitra a životního prostředí a výboru pro imigraci a absorpci. Předsedal podvýboru pro vytváření spojenectví mezi izraelskými městy a židovskými komunitami v Sovětském svazu. Během volebního období v červnu 1979 ale na mandát poslance rezignoval. Z Knesetu rezignoval kvůli obvinění z korupce. Stal se pak prvním členem Knesetu, který byl odsouzen do vězení. Jeho poslanecké křeslo zaujal David Stern.